# Дюбли, Ремон
Раймон Дюбли (фр. Raymond Dubly; 5 ноября 1893, Рубе — 7 сентября 1988, Тулуза) — французский футболист, нападающий. Известен выступлениями в составе клуба «Рубе» и национальной сборной Франции.

## Футбольная карьера
В 1911—1931 годах выступал в клубе «Рубе». Четыре раза становился победителем чемпионата Севера Франции, проводившегося под эгидой Французской футбольной федерации.
С того же 1911 года выступал в составе сборной Франции. Учитывая то, что на тот момент французская футбольная федерация вышла из ФИФА и входила в альтернативную международную федерацию УИАФА, матчи сборной того времени не входят в официальные реестр. Был участником Большого европейского турнира 1911 года, который проводился УИАФА. Франция уступила в полуфинале Богемии со счётом 1:4.
Первый официальный матч за сборную Франции сыграл в 1913 году против сборной Бельгии (0:3). Также играл за сборную Севера Франции, которая также называлась «Львы Фландрии» (фр. Lions des Flandres). В частности, стал автором одного из голов в матче против сборной Лиги футбольной ассоциации (фр. Ligue de football association), завершившийся победой «львов» со счётом 3:0.
В 1919 году был участником Межсоюзнических игр, крупных спортивных соревнований, организованных странами-победителями в Первой мировой войне. Участие в соревнованиях принимали действующие и бывшие участники вооружённых сил своих стран. В составе сборной Франции (как и в других командах) выступали известные футболисты, игроки национальной сборной. Впрочем, матчи турнира не входят в официальный реестр ФИФА. Игры проводились в Париже на новом стадионе Першинг. Франция уверенно выиграла группу А, одержав три победы над командами Румынии (4:0, Дюбли не играл), Греции (11:0, отличился двумя голами) и Италии (2:0). В финале Франция без Дюбли проиграла Чехословакии со счётом 2:3.
Летом 1920 года выступал в составе сборной на Олимпийских играх в Брюсселе. В четвертьфинале Франция выиграла у сборной Италии со счетом 3:1. В полуфинале французы уступили сборной Чехословакии со счётом 1:4. В дополнительном турнире, определявшем обладателей серебряной и бронзовой медалей, команда не участвовала.
Выступал на Олимпийских играх 1924 года в Париже. Команда победила в первой игре сборную Латвию (7:0), после чего уступила в четвертьфинале сборной Уругвая (1:5), будущему победителю игр.
Всего в 1913—1931 годах сыграл за сборную 31 матч, в которых забил 4 гола. 9 матчей провёл в роли капитана команды.

## Досягнення
- Победитель Северной лиги Франции: (4)

«Рубе»: 1923, 1925, 1926, 1930
- Финалист Межсоюзнеческих игр: (1)

Франция: 1919